# 狼男裁判

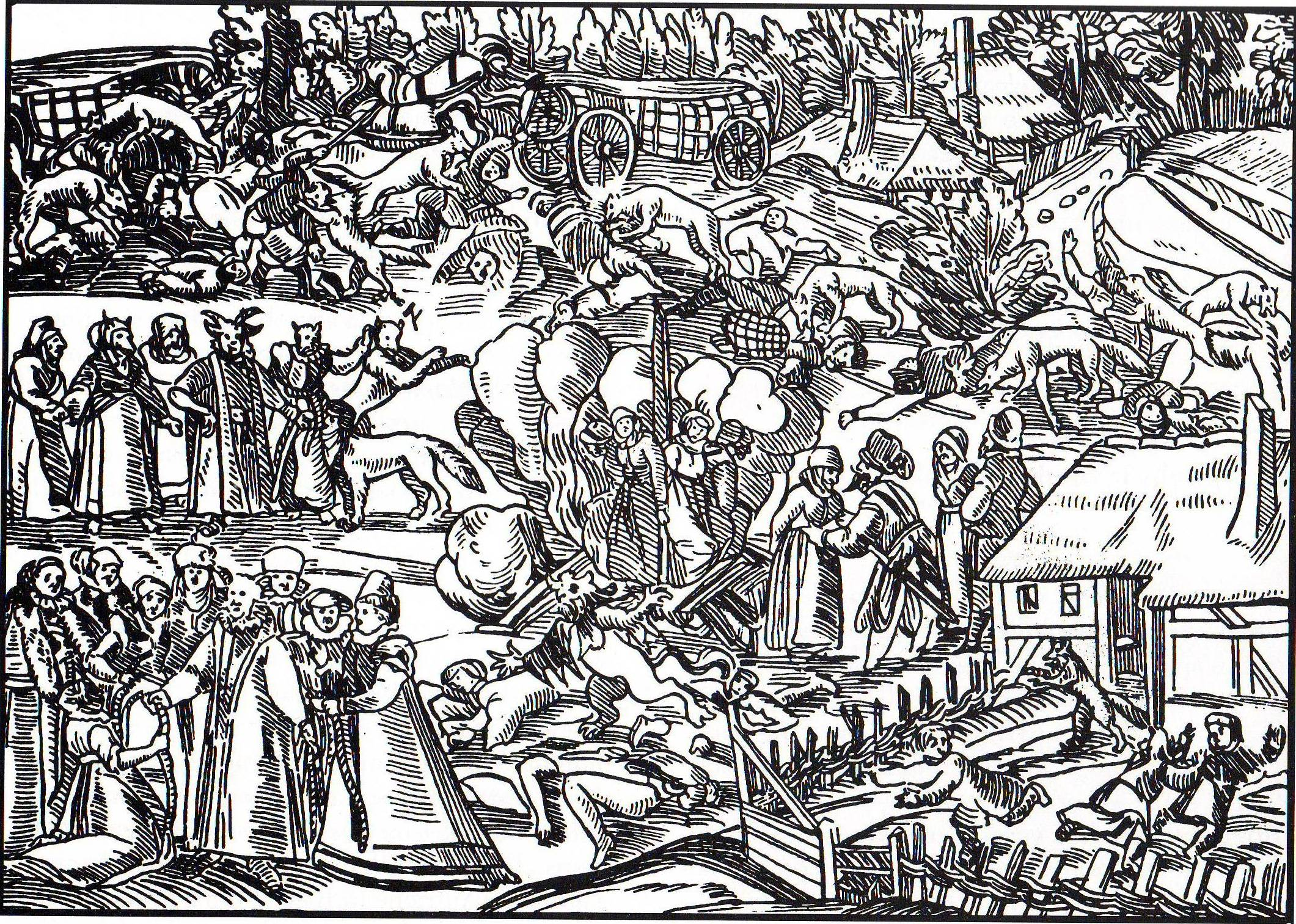
"The She Wolves of Jülich", 1591.

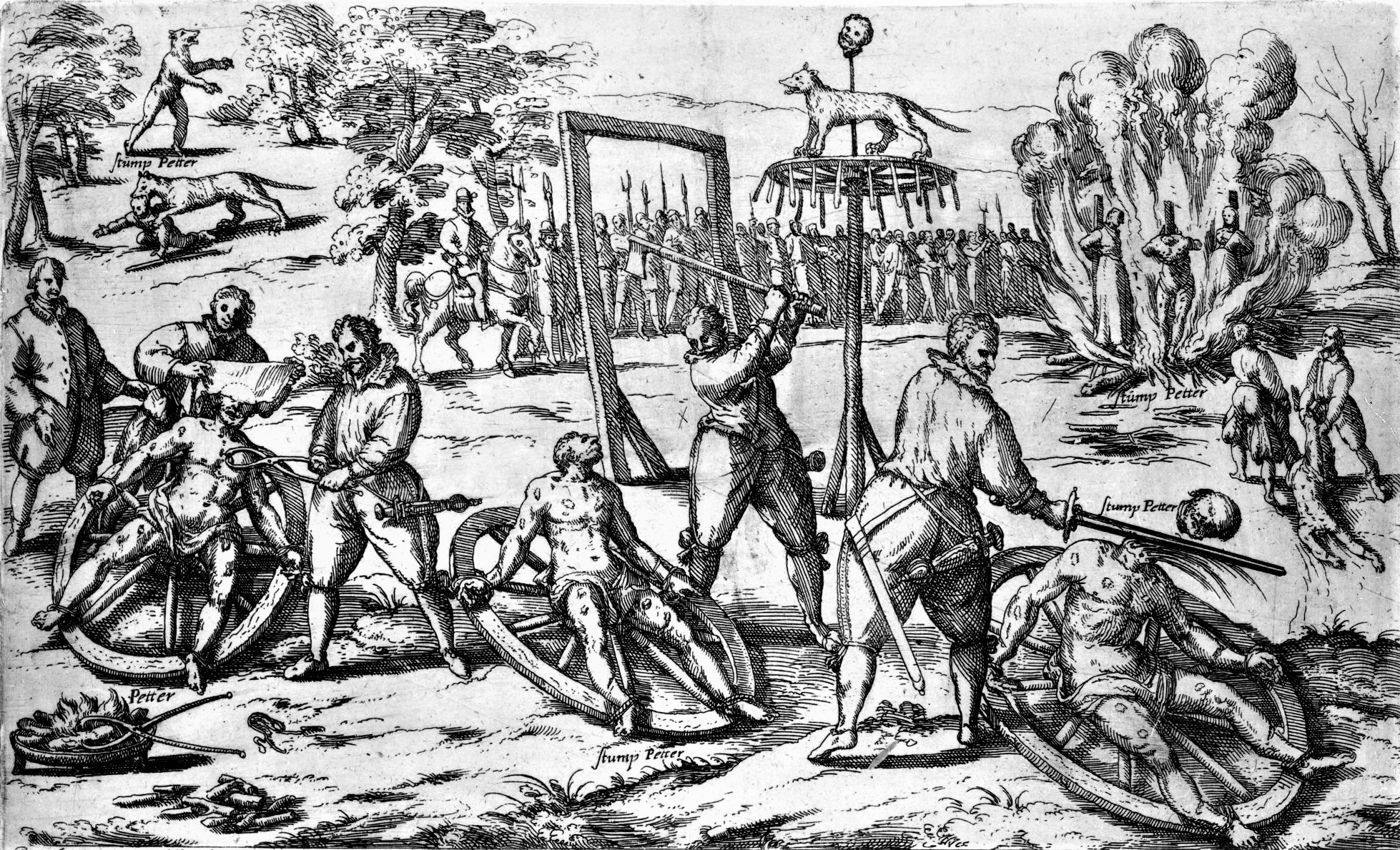
1589年ケルン近郊ベトブルクで行われたペーター・シュトゥンプ処刑を描いたルーカス・メイヤーによる合成木版画

狼男裁判（おおかみおとこさいばん、en:Werewolf witch trials）は狼男裁判を組み合わせた魔女裁判。
狼男信仰は中世後期から近世にかけて、ヨーロッパの魔女信仰と同時発生的に広まり盛んになっていった。魔女裁判全体と同じく、狼男容疑をかけられた人々の裁判は、15世紀初頭にヴァレー魔女裁判が行われた頃、現在のスイス連邦 (特にヴァレー州とヴォー州) で発生した。16世紀にはヨーロッパ全土へと広まり、17世紀にピークをむかえ18世紀には下火となっていった。狼男への迫害と、それにまつわる民間伝承は「魔女狩り」現象を語る上で欠くことのできない一部分であるものの数としては少なく、魔女裁判のなかで狼憑き (ライカンスロープ lycanthrope) への告発が占める割合は僅かだった。
初めの頃は、(狼に変身する) 狼憑きへの告発は狼乗り (ウルフ・ライディング) または狼使い (ヴォルフゼーゲン en:Wolfssegen) に対する告発とごちゃ混ぜになっていた。ヨーロッパにおけるフランス語圏とドイツ語圏を中心地として、1589年のペーター・シュトゥンプ裁判を契機に狼男容疑者への関心と迫害はともに頂点に達した。狼男裁判は17世紀にはリヴォニアにまで到達し、同国では最も一般的な魔女裁判の形となった。この現象は、ウルフチャーマー (狼よけのお守り、狼を使った呪いなどで生計を立てていた人々) への告発と共に、バイエルン州とオーストリアで最も長く存続し、1650年以降まで続いた。最後の裁判は18世紀初頭にケルンテン州とシュタイアーマルク州で行われたことが記録として残っている。

## フランス
フランスでは数十件の狼男裁判が16世紀の終わり頃に行われていた。
『シャロンの狼男』として有名なガンディロン一族やアンジェのジャック・ルレのように、多くの裁判で、その告発は同時に殺人とカニバリズムへの告発でもあった。
フランスで最もよく知られている狼男裁判のひとつは1573年に行われたドルのギルズ・ガルニエに対するものである。

## リヴォニア
リヴォニアでは、先祖代々その土地で暮らしてきた農民は、バルト・ドイツ人の中産階級や貴族と反対に、キリスト教会と権威の両方に反抗しながら、17世紀の初めから終わりまでしばしば土着宗教の信仰を続けた
。
その結果として、悪魔の存在を信じなかったため魔女や悪魔との契約といったものも信じなかった。しかし、邪悪な魔術や狼男の存在については (教会やお上のように悪魔とは関連づけなかったが) どちらとも信じた。
このため、バルト諸国の農民が『黒魔術を行った』もしくは『狼の姿で人命、財産や家畜に危害を加えた』と誰かを告発をした時に、役所はそれを魔女や悪魔契約に対する告発だと解釈して、告発された容疑者がヨーロッパの魔女の雛型に沿ったような自白をするように拷問しながら強要した。
1527年から1725年までに少なくても18件の裁判が行われ、女性18人と男性13人が狼男に変身して害をなしたかどで告発された。容疑者は、自分の『狼の皮』を他人や悪魔から、時に何か特別なものを食べた後で与えられ、使わない時には通常岩の下に隠したと告白することが多かった。例えば1636年、クルナ (エストニア北部ハリュ県の村) 出身のある女性は老婆に森に連れ去られ与えられたベリーを食べた後、その女と森のなかで狼として狩りをするようになったと告白した。
狼だけでなく熊に変身することもあった。パルヌ出身のグレーテルは証言で、カンティ・ハンス とその妻が狼に変身し、共犯者の女性は熊の姿になったと主張した (1633年)。
容疑者が自分から悪魔と関わりを持ったと述べることはまずなかったが、役人は誘導尋問や拷問によって、狼男に関する告白を魔女に関する告白に変えさせ、その結果狼男とされた人々は魔女として有罪判決を受けて処刑された。1696年になっても、ヴァステモワサ (エストニア中央部の村) 近くの森の中でリーダーのリッベ・マッツの指揮のもと11匹の狼の一群が狩りをしていたといった証言を、ティトザ・トーマスの娘グレタがしている。

### 狼男のハンス
『狼男のハンス』裁判は狼男を魔女として裁いた典型的な例で、リヴォニアの魔女狩りでは多数を占める形だった。
1651年、イダヴェレ (エストニア北部の村) の裁判所に連れて来られたハンスは18才の時に狼男だとして告発された。ハンスは２年間狼男として狩りをしていたと告白した。彼は狼の身体を黒い服を着た男からもらったと述べた。裁判官が肉体も狩りに参加したのか、それとも魂だけが変身したのか尋ねると、ハンスは狼男の姿の時についた犬の歯形が自分の脚に残っていたと認めた。さらに変身している間は自分を人間と獣のどちらだと感じていたかと聞かれると、自分を獣だと感じていたと語った。
これによって、単に狼の身体に入っただけでなく、実際にその姿に変身した、つまり魔法による変身をとげた証拠と裁判所はみなした。また、変身するためのものを『黒い服の男』から与えられていることから、これは明らかに悪魔のことで、魔女として有罪であり死刑を宣告できると裁判所は判断した。バルト諸国では、これが狼男裁判を魔女裁判に変える一般的な方法だった。

### カルテンブルンのティース
バルト諸国では狼男がいつでも邪悪な存在とされた訳ではなかった。
1692年リヴォニア (現在のラトビア) のユルゲンブルクで行われた有名な裁判では、似たようなパターンをたどったが、死刑を宣告される結果に終わらなかった: 80才のティースは狼男だと告白し、他の狼男たちと一緒に、年3回定期的に地獄に行って悪魔の手下の魔女や魔術師たちと戦って豊作を確保してきたと語った。またこのケースとベナンダンティとの共通点がカルロ・ギンズブルグによって指摘されている。裁判所はティースに、狼男として悪魔と契約を結びサタンに仕えていたと自白させようとさたものの上手くいかず、1692年10月10日にティースは鞭打ち刑に処せられた。

## オランダ
オランダでは、狼男と告発されることは魔女と告発されることと基本的に同義だったと説明されており、少なくても２件の狼男と魔女裁判を掛け合わせた裁判があった。
1591年から1595年にかけて行われたアメルスフォールトとユトレヒトで行われた魔女裁判では、数人が魔女罪で告発され、処刑４名、刑務所内で自殺した女性1名、逃亡した男性1名という結果となった。
フォルケルト・ダークスは娘のヘンドリカ (17) と息子たちヘッセル (14)、エルバート (13)、ハイスバート (11)、そしてディルク (8) と共に魔術の罪で告発された。エルバートは自分と父親と兄姉たちは皆サタンに命じられて時々狼や猫に変身することが出来て、同じく変身した他の人々を見かけ、悪魔と踊るため一緒に集まり、他の動物を殺したと主張した。
この証言にもとづき父親は拷問を受け、サタンによって狼男となりその姿で子供たちと共に牛を襲ったと自白した。また娘はほどなく、狼の姿で魔女たちのサバトに参加したと自白した。狼の群れに属していたと名前をあげられたフォルケルト・ダークス、ヘンドリカ・ダークス、アンソニー・ブルク、マリア・バーテンは魔女罪で全員処刑されたが、ダークスの息子たちは年令を理由に助命され鞭打ち刑に処された。
1595年、明示的な狼男裁判がアーネム (ヘルダーラント州) で行われた。ステーンハウゼンのヨハン・マルテンセンは3年前に悪魔によって狼男にされ、人間や家畜を襲うようにサタンから命じられた8～10匹の狼の群れの一員だったと自白した。また人間や動物に魔法をかけたとも主張した。狼でいる間は、意識があったものの、喋ることは出来なかったと述べた。1595年8月7日にヨハンは絞殺され火あぶりとなり処刑された。

## スペイン領ネーデルランド

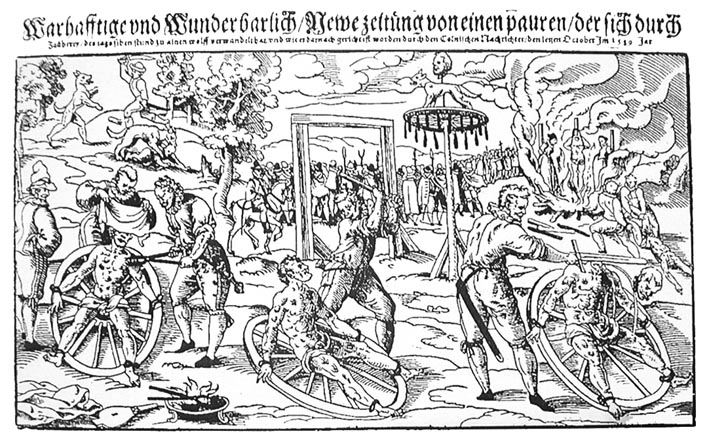
1589年ケルン近郊ベトブルクで行われたペーター・シュトゥンプ処刑を描いたルーカス・メイヤー による合成木版画

人間が狼に変身できるという古くからの信仰がカトリック教会によって悪魔と関連づけられた。スペイン領ネーデルランド（スペイン系ハプスブルグ家が統治した、現在のベルギー、ルクセンブルク、フランス北部、オランダ南部、ドイツ西部にあたる地域。1556年～1714年）で、魔女として告発された人々は同時に狼男として告発されることがあったが、決してよくあることというわけではなかった。1589年から1661年の間に、6人が魔術の罪で処刑されたが、そのうち3人は明らかに、狼男であるとして処刑されている。
最も有名なのはペーター・シュトゥンプの裁判である。1598年、ヤン・カルスターは狼の姿で2人の子供に噛みついたとして告発されたが無罪となった。1605年、ヘンリー・ガーディンは狼男であることと魔女罪で告発された後に処刑された。
権威は狼への変身を魔法やサタンによる魔術と関連づけ、裁判所は狼男の裁判を魔女と同じカテゴリーに統合した。
メヘレンにてトーマス・ベーテンス（1642年）とアウグスティン・デムーア（1649年）は妻たちが魔女裁判にかけられていたことにより狼男として告発された。妻たちもまた狼男として告発されたが、全員が無罪となった。
ヘント南部の農夫ヤン・ヴィンデフォーゲルは狼男の姿でいるところを何度も目撃されたという告発を受けたことから、魔術師として告発され、魔女罪で1652年6月29日生きたまま火あぶりとなった。彼は共犯の狼男として隣人のヨース・フェルプラートの名前をあげ、隣人もまた火あぶりとなった。
1657年、マティス・ストープは狼男として周辺地域に被害を与えたという告発の後に魔女罪で処刑され、狼の皮を悪魔からもらったと自白することを強要された。
狼男として告発されて処刑された人々として記録に残っている件としては以下のような例がある。1607年11月5日に処刑されたヤン・ルー、『1609年の数年前』にマーサイクで処刑されたヨハン・プリケルケ、そして1657年9月11日にアスペル・ジンゲムで火刑になったマティス・ストープである。彼らのなかには狼男であることと同時に魔女罪で処刑されたものもいた。